# Окулярник сокотрійський
Окулярник сокотрійський (Zosterops socotranus) — вид горобцеподібних птахів родини окулярникових (Zosteropidae).. Раніше вважався підвидом абісинського окулярника, однак за результатами молекулярно-генетичного дослідження 2014 року був визаний окремим видом.

## Поширення і екологія
Сокотрійський окулярник мешкає на Сокотрі і в Сомаліленді.